# Isalena och Energiskan
Isalena och Energiskan är en svensk barnserie i fem delar från 1986 med manus och regi av Anna Roll.
Serien, som handlar om "energi och ork", visades första gången i SVT2 med ett halvtimmesavsnitt dagligen runt nyårshelgen 1986/1987. Bland de medverkande märks Bergljót Árnadóttir, Lena T. Hansson och Anders Linder. Vinjettmusiken var skriven av Anna Roll och Olle Linder.